# Tronzano Vercellese
Tronzano Vercellese är en ort och kommun i provinsen Vercelli i regionen Piemonte, Italien. Kommunen hade 3 454 invånare (2018).